# Hangar 13
Hangar 13 é uma desenvolvedora de jogos eletrônicos sediada em Novato, Califórnia, na área da antiga Base da Força Aérea de Hamilton. Fundada por Haden Blackman (ex-LucasArts) em dezembro de 2014 como uma divisão da 2K Games, subsidiária da Take-Two Interactive, o jogo de estreia da empresa foi Mafia III, lançado em outubro de 2016. Seu segundo título, Mafia: Definitive Edition, foi lançado em setembro de 2020. Seu terceiro título, TopSpin 2K25, foi lançado em abril de 2024.
Em 2017, a 2K Czech (antiga Illusion Softworks) se fundiu com a Hangar 13, e por isso o estúdio recebeu dois estúdios adicionais em Brno e Praga, República Checa; outro estúdio foi aberto em Brighton, Inglaterra em 2018. 

## Jogos produzidos
| Ano  | Jogo                      | Plataformas                                                                        |
| ---- | ------------------------- | ---------------------------------------------------------------------------------- |
| 2016 | Mafia III                 | Microsoft Windows, PlayStation 4, Xbox One                                         |
| 2020 | Mafia: Definitive Edition | Microsoft Windows, PlayStation 4, Xbox One                                         |
| 2024 | Top Spin 2K25             | Microsoft Windows, PlayStation 4, Xbox One PlayStation 5, Xbox Series X e Series S |
| 2025 | Mafia: The Old Country    | Microsoft Windows, PlayStation 5, Xbox Series X/S                                  |